# Лавасі-Махале
Лавасі-Махале (перс. لواسي محله) — село в Ірані, у дегестані Агандан, у Центральному бахші, шагрестані Ляхіджан остану Ґілян. За даними перепису 2006 року, його населення становило 45 осіб, що проживали у складі 13 сімей.